# Gurbachan Singh Randhawa
Gurbachan Singh Randhawa (* 6. Juni 1939 in Nangli, Punjab) ist ein ehemaliger indischer Hürdenläufer, Hochspringer und Zehnkämpfer.
Bei den Olympischen Spielen 1960 in Rom schied er im Hochsprung in der Qualifikation aus und brach den Zehnkampf nach der sechsten Disziplin ab.
1962 siegte er beim Zehnkampf der Asienspiele in Jakarta.
1964 wurde er bei den Olympischen Spielen in Tokio Fünfter über 110 m Hürden und 1966 bei den British Empire and Commonwealth Games in Kingston Siebter über 120 Yards Hürden.
1961 wurde er mit dem Arjuna Award ausgezeichnet.

## Persönliche Bestleistungen
- 110 m Hürden: 14,09 s, 18. Oktober 1964, Tokio
- Hochsprung: 2,02 m, 1960
- Zehnkampf: 6926 Punkte, 1962